# Institut Geologii Arktiki Rocks
Die Instituta Geologii Arktiki Rocks (russisch Скалы Института Геологии Арктики Skaly Instituta Geologii Arktiki, deutsch ‚Felsen des Instituts für Geologie der Arktis‘) sind eine Gruppe verstreuter Felsvorsprünge nahe der Prinzessin-Astrid-Küste des ostantarktischen Königin-Maud-Lands. Sie erstrecken sich 11 km südlich der Schirmacher-Oase in ost-westlicher Ausdehnung.
Teilnehmer der Deutschen Antarktischen Expedition 1938/39 unter der Leitung von Alfred Ritscher entdeckten sie und fotografierten sie aus der Luft. Norwegische Kartographen kartierten die Felsen anhand von Vermessungen und Luftaufnahmen der Dritten Norwegischen Antarktisexpedition (1956–1960). Eine weitere Kartierung sowie die Benennung erfolgte bei einer von 1960 bis 1961 durchgeführten sowjetischen Antarktisexpedition. Namensgeber ist das Institut für Arktische Geologie der Sowjetunion. Das Advisory Committee on Antarctic Names übertrug die russische Benennung im Jahr 1970 in einer spärlichen Teilübersetzung ins Englische.